# Котика-Мингоне (Л'Аквила)
Котика-Мингоне (итал. Cotica-Mingone) је насеље у Италији у округу Л'Аквила, региону Абруцо.
Према процени из 2011. у насељу је живело 39 становника. Насеље се налази на надморској висини од 1057 м.